# Бойд, Изабелла Мария
Изабелла Мария Бойд (англ. Isabella Marie Boyd) (9 мая 1844 — 11 июня 1900), больше известная как Белли Бойд — одна из шпионок, работавших на Конфедерацию во время гражданской войны в США. В начале войны жила во Фронт-Рояле (Вирджиния), где снабжала информацией генерала Томаса Джексона.

## Ранние годы
Изабелла Бойд родилась в местечке Мартинсберг в долине Шенандоа, в штате Вирджиния (сейчас — Западная Вирджиния) 9 мая 1844 года и была старшей дочерью Бена Рида Бойда и Мэри Ребекки Глен. Впоследствии она писала, что «Нет места на свете прекраснее долины Шенандоа и нет, вернее не было, другого такого приятного и мирного селения, как Мартинсберг». Несмотря на бедность семьи, она получила хорошее образование: сначала окончила начальную школу, затем училась в балтиморском «Mount Washington Female College», куда поступила в 12 лет, а окончила в 16. Зиму 1860—1861 года она провела в Вашингтоне, который потом сравнивала с предреволюционным Парижем.

## Шпионская деятельность
Когда началась гражданская война, Изабелла вернулась в Мартинсберг, а её отец записался рядовым во 2-й вирджинский пехотный полк, вооружённый и снаряжённый за счёт жителей Мартинсберга. Полк стал частью бригады генерала Томаса Джексона в составе Армии Шенандоа. Её дядя Гленн стал лейтенантом роты А 12-го вирджинского кавалерийского полка и впоследствии сражался в отряде Тёрнера Эшби.
3 июля 1861, после сражения при Хукс-Ран, федеральная армия вошла в Мартинсберг и Изабелла оказалась на оккупированной территории. В те же дни группа нетрезвых солдат-северян ворвалась в её дом, чтобы установить на крыше флаг США; когда они набросились с оскорблениями на её мать, Изабелла взяла личный пистолет и застрелила одного из солдат. Военное командование признало её право на оборону и выставило у дома охрану. Между тем, пользуясь ситуацией, Изабелла начала собирать информацию о противнике. «Всё услышанное я регулярно и тщательно заносила на бумагу и при первой возможности отправляла это секретное донесение с надёжным посыльным к генералу Джебу Стюарту или другому храброму офицеру из конфедеративного командования».
Одно из таких писем попало в руки северян. Изабеллу распознали по почерку, пригрозили наказанием, но угрозу в исполнение не привели.
Зимой 1861 года Белле Бойд провела в Мартинсберге, где так же находился штаб кавалерийского полка Тёрнера Эшби. Луис Сиго пишет, что 24 декабря 1861 года Эшби вступил в масонскую ложу в Мартинсберге, в которой уже состоял отец Белли Бойд.
Когда в марте 1862 началось новое наступление федеральной армии в долине Шенандоа, отец отправил Изабеллу во Фронт-Рояль, куда она прибыла за несколько дней до сражения при Кернстауне. После оккупации Фронт-Рояля она посещала Балтимор, потом вернулась во Фронт-Рояль, где в доме её тёти как раз разместился штаб армии генерала Шилдса. Это позволило ей общаться с самим Шилдсом и офицерами его штаба. Перед тем, как покинуть долину Шенандоа, Шилдс созвал военный совет — в помещении гостиной. Белли Бойд подслушивала разговор офицеров из помещения выше этажом, после чего перенесла всё на бумагу и в час ночи лично отвезла письмо в лагерь полковника Тёрнера Эшби. Сама Белли Бойд не сообщает содержания своего донесения, поэтому о нём существуют только косвенные предположения.
Что он /Джексон/ несомненно узнал от Бойд через Эшби, так это то, что Шилдс и, вероятно, Гири, присоединятся к Макдауэлу и таким образом, окажутся далеко от Бэнкса; что Шилдс и Макдауэлл уверены, что Джексон двигается на восток; что Шилдс предполагает найти и захватить «деморализованную» армию Джексона восточнее; что армия Бэнкса сильно сократилась; и что возможно лишь очень небольшой отряд останется во Фрон-Рояле после ухода Шилдса.
23 мая 1862 года она была свидетелем сражения при Фронт-Рояль, и лично успела предупредить южан о том, что противник готовиться уничтожить мосты через реку Шенандоа. Доставляя эту информацию, она попала под обстрел федеральной армии. После сражения генерал Томас Джексон письменно выразил ей благодарность:

23 мая 1862. МИСС БЕЛЛИ БОЙД, я благодарю вас от себя и от армии за большую услугу, что вы оказали своей стране сегодня. Ваш друг, Т.Дж. Джексон, КША
Оригинальный текст (англ.)– May 23rd, 1862. MISS BELLE BOYD, I thank you, for myself and for the army, for the immense service that you have rendered your country to-day. Hastily, I am your Friend, T. J. JACKSON, C.S.A.. 
— Belle Boyd in Camp and Prison. In Two Volumes. Vol. I
29 июля 1862 года она была арестована по приказу военного секретаря США и 30 июля доставлена в тюрьму Старый кирпичный Капитолий в Вашингтоне. После допросов она провела в тюрьме почти месяц и была отпущена по обмену в Форте-Монро 29 августа 1862 года. После освобождения она совершила путешествие в Алабаму и Теннесси и вернулась в Вирджинию как раз к началу Геттисбергской кампании. Белле Бойд присутствовала при Втором сражении при Винчестере и через несколько дней вернулась в Мартинсберг. После сражения при Геттисберге Северовирджинская армия снова ушла на юг и Мартинсберг был занят федеральной армией. 23 июля к Белли Бойд была приставлена стража, а 20 августа (предположительно) она была арестована как подозрительная и отправлена в Вашингтон, в тюрьму Кэрролл-Призон. Она была освобождена 1 декабря 1863 года.
6 декабря в Мартинсберге умер её отец. В феврале 1864 она отправилась в Алабаму поправлять здоровье, а в марте было решено отправить её в Европу с дипломатической почтой. 29 марта она отбыла из Ричмонда в Уилмингтон, но только 8 мая ей удалось отплыть в Европу на пароходе «Greyhound». Однако, 10 мая пароход был перехвачен федеральным патрульным кораблем «USS Connecticut». Изабеллу доставили в Норфолк, однако один из офицеров корабля, Самуэль Хардиндж, дал ей шанс сбежать в Канаду. «В Монреале я встретила много семей южан, беженцев и многих, симпатизирующих Конфедерации. Британские провинции были в то время убежищем или же местом отдыха для американских изгнанников». Агенты Союза следили за Белли Бойд, пока она не переехала в Англию. Хардиндж был уволен со службы и так же уехал в Европу, где некоторое время искал Изабеллу, пока не обнаружил её в Ливерпуле. 24 августа 1864 года они поженились в соборе Св. Джеймса в Лондоне.

## После войны
После свадьбы Самуэль поехал в Америку, где был арестован, посажен в тюрьму и умер при невыясненных обстоятельствах. Белли Бойд осталась в Англии одна. При помощи журналиста Джорджа Агастуса Сала она написала мемуары в двух томах: «Belle Boyd in Camp and Prison», которые были изданы в 1865 году. Она вернулась к актёрской деятельности и вскоре вышла замуж за Джона Свэинстона Хаммонда, английского бизнесмена и в прошлом — солдата армии Союза. Впоследствии она вышла замуж в третий раз, за Натаниеля Рю Хая, актера из Огайо. Она несколько раз посещала США с лекциями и рассказами.
Она умерла 11 июня 1900 года во время очередного тура по США, в городе Килборн (сейчас Висконсин-Деллс) в штате Висконсин. Её похоронили на кладбище Спринг-Гров-Сементери.

## Наследие
Дом Белли Бойд в Мартинсберге на Ист-Рейс-Стрит сохранился до нашего времени, сейчас в нём находится музей Белли Бойд. Её день рождения отмечается каждый год в третьи выходные мая.